# The B-Sides
The B-Sides is een verzamelalbum van de Amerikaanse rockband The Gaslight Anthem. Het album werd op 28 januari 2014 uitgegeven via het platenlabel SideOneDummy Records op lp en cd. Het album bevat zeldzaam uitgegeven nummers en nummers die zijn opgenomen tijdens demosessies voor studioalbums. De nummers zijn opgenomen tussen 2008 en 2011 en zijn grotendeels akoestisch.

## Nummers
1. "She Loves You"
2. "The '59 Sound" (akoestisch)
3. "State of Love and Trust" (live; cover van Pearl Jam)
4. "Tumbling Dice" (cover van The Rolling Stones)
5. "The Queen of Lower Chelsea" (akoestisch)
6. "Songs for Teenagers" (cover van Fake Problems)
7. "Great Expectations" (akoestisch)
8. "Antonia Jane" (akoestisch; cover van Lightning Dust)
9. "American Slang" (akoestisch)
10. "Boxer" (akoestisch)
11. "Once Upon a Time" (cover van Robert Bradley's Blackwater Surprise)

## Band
- Brian Fallon - zang, gitaar
- Alex Rosamilia - gitaar, achtergrondzang
- Alex Levine - basgitaar, achtergrondzang
- Benny Horowitz - drums